# Georg Philipp von Schönaich
Georg Philipp Gottlob Freiherr von Schönaich (* 25. Juli 1704 in Berlin; † 14. Mai 1790 in Mellendorf bei Reichenbach im Eulengebirge) war ein kaiserlicher Oberst und preußischer Generalmajor sowie Erbherr auf Schlaupitz und Mellendorf.

## Leben

### Herkunft
Georg Philipp war Angehöriger der Familie der Freiherrn von Schoenaich. Er war der Sohn Franz Leopold Freiherr von Schoenaich (1664–1707) und dessen Ehefrau Henriette Hedwig, geborene Gräfin von Schwerin aus dem Hause Altlandsberg (1675–1744). Sein Vater war Herr auf Amptitz, Mellendorf und Döbern sowie der Standesherrschaft Beuthen.

### Militärkarriere
Schönaich stand zunächst in kaiserlichen Diensten, wo er 1719 seine Laufbahn als Kornett begann. Bis 1741 avancierte er zum Oberst und stand am 15. Juni als solcher in Altenburg im Komitat Wieselburg. Am 16. September 1745 war er Regimentskommandant und Oberst in Kremsier in Mähren. Weitere Stationierungsorte waren Modena (1747), Ostiglia (1748), Egbell und Podola (1750) im Komitat Neutra, bevor er am 10. März 1751 in preußische Dienste wechselte.
Bereits 1742 sollte sein Wechsel zu den Preußen arrangiert werden, jedoch war König Friedrich II. zunächst nicht bereit, der Forderung Schönaichs nach 2000 Thaler Pension und einem Regiment nachzukommen. 
Er begann seine Dienstzeit in der preußischen Armee als Generalmajor von der Kavallerie mit Patent vom 8. Dezember 1750 sowie einem Traktament von 2484 Thalern. Am 11. Februar 1752 wurde Schönaich Chef des Dragonerregiments „Graf von Rothenburg“ (Nr. 3) und schließlich am 17. März 1753 Chef des Kürassierregiments „von Stille“ Nr. 6. Er nahm am Siebenjährigen Krieg, insbesondere der Schlacht bei Kolin teil und dimittierte am 14. April 1759. 

Als Schönaich nach dem Tod des Friedrichs des Großen beim König um neuerliche Verwendung im aktiven Dienst nachsuchte, antwortete dieser 1786 ablehnend:

„Bedenkt euer Alter und seyd ruhig.“

### Familie
Aus der Ehe mit Gräfin Anna Maria Schenk von Castell († 1778) sind nachstehende Kinder bekannt:
- Juliane (* 1742, † nach 1796)

⚭ Franz von Sternberg († 1762)
⚭ 1778 Johann Friedrich Schmidt
- Maria Anna († nach 1790)
- Philipp (1754–1810)[1] ⚭ Friederike Ritter (1778–1830)
- Caroline Philippine (* 1759) ⚭ Ignacy Ludwik Jabłkowski herb Wczele, 1791 Rittmeister der polnischen Kavallerie, 1807 Chef und Oberstleutnant der Eskadron des 4. Regiments der Kavallerie vom Fürstentum Warschau[2]